# Radomir Konstantinović
Radomir Konstantinović (Subotica, 27. ožujka 1928. – Beograd, 27. listopada 2011.), srpski književnik i filozof, član ANUBiH.

## Životopis
Konstantinović je rođen 1928. godine u Subotici. 
Konstantinović je počeo kao pjesnik, sa zbirkom stihova Kuća bez krova (1951), da bi se posvetio romanu te objavio čitav niz eksperimentalnih projekata i modernih djela: Daj nam danas (1954), Mišolovka (1956), Čisti i prljavi (1958), Izlazak (NIN-ova nagrada 1960. godine) i Ahasfer ili traktat o pivskoj flaši (1964). Od Pentagrama (1966), okreće se eseju i već u njemu se naziru ključne dionice kultne Filozofije palanke (1969) u kojoj je ovaj pjesnik i filozof, praveći jedinstven esejistički amalgam, beskompromisno zasjekao po baruštini provincijske svijesti, uvriježene malograđanštine i krutog tradicionalizma. Na nizu primjera pokazujući palanački mentalitet, Konstantinović analizira stil kao najviše načelo palanke, ideal čistog siromaštva, sentimentalizam i sarkazam, ateizam, trajni infantilizam, realizam, banalnost, nihilizam tamnog vilajeta, egzistenciju kao besmislen rad, lijenost kao rad zatvorenog svijeta palanke, politički vašar, ideal organske kulture, srpski nacizam, itd. Bio je član ANUBiH.

Govoreći o Srbiji devedesetih godina u jednom od rijetkih intervjua koji je dao srpskim medijima Konstantinović kaže: 
»Da vam kažem: borba protiv nacionalizma jeste borba protiv samoće. Zašto? Zato što je samoća egzistencijska forma totalitarizma, svakog, pa i ovoga nacionalističkog s početka devedesetih godina. Ovo što vam sad kažem rekao sam pre deset godina, na početku Druge Srbije, na dan 11. aprila 1992. godine. Beogradski krug bio je krug spasonosnog prijateljstva, pa je zato, uistinu, bila privilegija naći se u njemu. Mislim na prijateljstvo, kao na privilegiju (valjda najveću od svih privilegija). Ali, ne manje, mislim i na privilegiju manjine, neodvojivu od privilegije prijateljstva. Ili, ako hoćete, na privilegiju marginalca. Zato što je marginalnost duša istorije. Druga Srbija, dakle Srbija evropska, jeste marginalna Srbija, i dan-danas, i upravo kao takva, kao marginalna, jedina moguća budućnost Srbije.«
Preminuo je u Beogradu 27. listopada 2011. godine.

## Nagrade
- 1960.: NIN-ova nagrada

## Najznačajnija djela

### Zbirke pjesama
- Kuća bez krova, (1951.)

### Romani
- Daj nam danas, (1954.)
- Mišolovka, (1956.)
- Čisti i prljavi, (1958.)
- Izlazak, (1960.)

### Esejistički i teorijski radovi
- Ahasfer ili traktak o pivskoj flaši (1964.)
- Pentagram, beleške iz hotelske sobe, (1966.)
- Filosofija palanke, (1969.)
- Biće i jezik u iskustvu pesnika srpke kulture dvadesetog veka, I-VIII, (1983.)
- Dekartova smrt, (1996.)
- Beket prijatelj, (2000.)

## Vanjske poveznice
- (srp.) Radomir Konstantinović: Živeti sa čudovištem  Arhivirana inačica izvorne stranice od 1. studenoga 2011. (Wayback Machine)
- (srp.) Larisa Inić: Radomir Konstantinović, umjesto in memoriama  Arhivirana inačica izvorne stranice od 1. studenoga 2011. (Wayback Machine)
- (srp.) Dinko Gruhonjić: Dabogda preučio!  Arhivirana inačica izvorne stranice od 1. studenoga 2011. (Wayback Machine)